# غيلبرت بلانتي
غيلبرت بلانتي (بالفرنسية: Gilbert Planté)‏ هو لاعب كرة قدم فرنسي في مركز الدفاع، ولد في 15 مارس 1941 في مارسيليا في فرنسا، وتوفي في 20 أكتوبر 2010 في آكس أون بروفانس في فرنسا. لعب مع نادي جازيليك أجاكسيو.

## وصلات خارجية
- غيلبرت بلانتي على موقع قاعدة بيانات كرة القدم.إي يو (الإنجليزية)
- غيلبرت بلانتي على موقع عالم كرة القدم.نت (الإنجليزية)
- غيلبرت بلانتي على موقع اللجنة الأولمبية الدولية (الإنجليزية)
- غيلبرت بلانتي على موقع أوليمبيديا (الإنجليزية)